# Ferdinand von Bismarck-Schönhausen

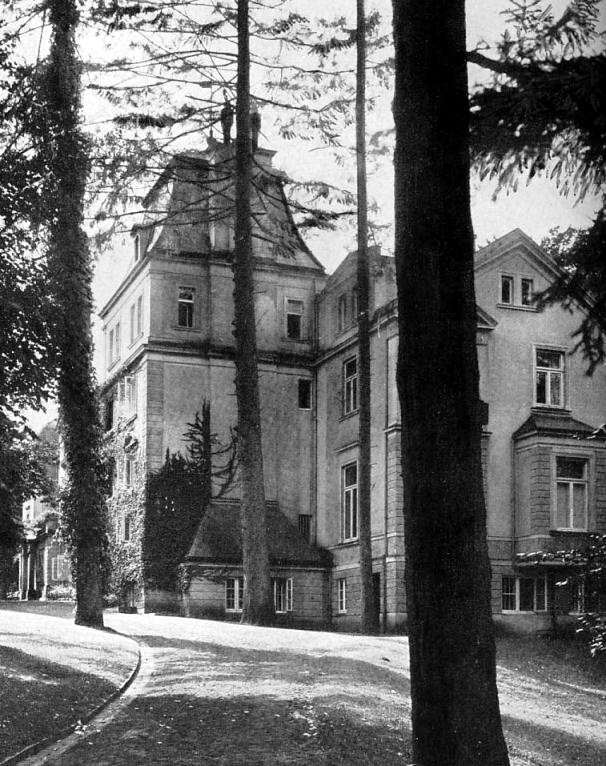
Schloss Friedrichsruh rond 1915

Ferdinand Herbord Ivar Fürst von Bismarck-Schönhausen, heer van Friedrichsruh (Londen, 22 november 1930 − Reinbek, 23 juli 2019), geboren als Graf von Bismarck-Schönhausen, was sinds 1975 het hoofd van de vorstelijke tak van het Huis Bismarck-Schönhausen. Hij was een peetoom van koning Willem-Alexander der Nederlanden.

## Levensloop

Wapen van het geslacht Bismarck sinds 1873.

Bismarck werd in Londen geboren als zoon van de diplomaat Otto von Bismarck (1897-1975) en de Zweedse Ann Mari Tengbom, een dochter van een Zweedse architect. Hij is een achterkleinkind van de eerste Duitse rijkskanselier Otto von Bismarck (1815-1898). Bismarck was sinds 1960 getrouwd met de Belgische jkvr. Elisabeth Lippens, een dochter van Léon graaf Lippens (1911-1986), leden van het geslacht Lippens. Het burgerlijk huwelijk vond plaats te Knokke, het kerkelijke in het Nederlandse Berg en Dal. Ze kregen vier kinderen, van wie Carl-Eduard von Bismarck (1961) de oudste is. Hij woonde op Slot Friedrichsruh.
Bismarck was een studievriend van Claus van Amsberg en was getuige op zijn huwelijk met prinses Beatrix der Nederlanden. Hij is een peetoom en doopgetuige van koning Willem-Alexander der Nederlanden.
Bismarck volgde school in Zweden en Duitsland en deed zijn Abitur op Schule Schloss Salem, een internaat. Daarna ging hij werken op een koffieplantage in Brazilië. Na een bankenstudie studeerde Bismarck rechten en volkswetenschappen in Keulen en Freiburg im Breisgau. Na zijn Referendariat slaagde hij in 1960 voor zijn Assessorexamen. 
Zijn eigenlijke beroepsloopbaan begon hij in 1961 als jurist bij de Europese Economische Gemeenschap in Brussel. Daarna vestigde hij zich als advocaat in Hamburg. Begin jaren zeventig ging hij beroepsmatig handelen in onroerend goed. Hij was eigenaar van de exclusieve Marbella Hill Club en het Park Palace-complex in Monte Carlo en hield zich intensief bezig met het erfgoed van zijn familie, dat onder meer bestaat uit het 6000 hectare grote Sachsenwald en de brouwerij Schönau. Hij was verder voorzitter van de Raad van Advies van de Stichting Hertogdom Lauenburg en lid van de Raad van Advies van de Dresdner Bank.
In 1975 werd hij na het overlijden van zijn vader hoofd van het vorstelijke Huis Bismarck-Schönhausen en hij was sinds 1994 actief binnen de Stichting Otto von Bismarck. Hij publiceerde onder andere het boek 'Setzen wir Deutschland wieder in den Sattel' ('Plaatsen wij Duitsland weer in het zadel’). Daarmee herinnerde hij aan een uitspraak van zijn overgrootvader Otto von Bismark, die in 1871 zei: "Plaatsen wij Duitsland, zo gezegd, in het zadel. Rijden zal het wel kunnen."
Bismarck overleed in 2019 in St. Adolf-Stift in Reinbek op 88-jarige leeftijd aan complicaties na een operatie; zijn oudste zoon volgde hem op als chef van het vorstelijke huis.

## Politiek
Sinds de jaren zeventig was hij lid van de politieke partij CDU. Verschillende jaren was hij de lokale CDU-voorzitter in de gemeente Aumühle. Bismarck gold politiek gezien als conservatief.

## Publicaties
- 'Anmerkungen eines Patrioten', Langen Müller: München (1998)
- 'Setzen wir Deutschland wieder in den Sattel. Neue Anmerkungen eines Patrioten', Langen Müller: München (2004)